# Applausi (programma televisivo)
Applausi è un programma televisivo italiano condotto da Gigi Marzullo e trasmesso dal 2004 su Rai 1 nella fascia notturna. Si tratta di uno spin-off di Sottovoce, ed attualmente va in onda il giovedì in terza serata.

## Il programma
La rubrica presenta al pubblico televisivo le novità più interessanti nel panorama teatrale, attraverso interviste in studio ad attori, registi e critici, oltre a collegamenti esterni con importanti palcoscenici italiani.

## Edizioni
| Edizione | Inizio | Fine          | Conduttore    |
| -------- | ------ | ------------- | ------------- |
| 1ª       | 2004   | 2005          | Gigi Marzullo |
| 2ª       | 2005   | 2006          | Gigi Marzullo |
| 3ª       | 2006   | 2007          | Gigi Marzullo |
| 4ª       | 2007   | 2008          | Gigi Marzullo |
| 5ª       | 2008   | 2009          | Gigi Marzullo |
| 6ª       | 2009   | 2010          | Gigi Marzullo |
| 7ª       | 2010   | 2011          | Gigi Marzullo |
| 8ª       | 2011   | 2012          | Gigi Marzullo |
| 9ª       | 2012   | 2013          | Gigi Marzullo |
| 10ª      | 2013   | 2014          | Gigi Marzullo |
| 11ª      | 2014   | 2015          | Gigi Marzullo |
| 12ª      | 2015   | 2016          | Gigi Marzullo |
| 13ª      | 2016   | 2017          | Gigi Marzullo |
| 14ª      | 2017   | 2018          | Gigi Marzullo |
| 15ª      | 2018   | 2019          | Gigi Marzullo |
| 16ª      | 2019   | 2020          | Gigi Marzullo |
| 17ª      | 2020   | 2021          | Gigi Marzullo |
| 18ª      | 2021   | 2022          | Gigi Marzullo |
| 19ª      | 2022   | in produzione | Gigi Marzullo |